# Miliz Jesu Christi

Logo der internationalen Vereinigung „Miliz Jesu Christi“

Die Miliz Jesu Christi (engl.: Militia of Jesus Christ; frz.: Milice de Jésus-Christ; Abkürzung: MJC) ist eine seit dem 21. November 1981 vom Heiligen Stuhl anerkannte internationale Vereinigung von Gläubigen, die ihren Ursprung auf einen während der Albigenserkriege zur militärischen Bekämpfung der Katharer in Okzitanien errichteten geistlichen Ritterorden zurückführt, welcher der Legende nach vom heiligen Dominikus gegründet worden sein soll. Der nach 1870 wiederbelebte und in den 1960er Jahren umstrukturierte, ehemalige Ritterorden zählt heute etwa 500 weibliche und männliche Mitglieder, die sich weltweit auf neun Länder verteilen.

## Geschichte
Während des Albigenserkreuzzugs (1209–1229) kam es – möglicherweise mehrfach – zu Initiativen vonseiten geistlicher und militärischer Führer der katholischen Partei, einen militärischen Ritterorden nach dem Vorbild der Templer zu gründen, der den Krieg vor allem in den kritischen Phasen unabhängig vom schwankenden Zustrom der Kreuzfahrer fortsetzen könnte, die häufig nur kurze Zeit auf dem Kriegsschauplatz blieben und das Languedoc nach Ablauf ihrer Gelübde wieder verließen. Der bekannteste Versuch dieser Art wurde von Konrad von Urach vorangetrieben, einem Zisterzienserabt, der zwischen 1220 und 1223 für dreieinhalb Jahre als päpstlicher Legat in Südfrankreich die Interessen des Papstes Honorius III. wahrnahm. Der von ihm konzipierte Ritterorden sollte wie die Templer eng am zisterziensischen Mönchsideal ausgerichtet sein. Allerdings ist Konrad, der mit der Adelsfamilie des im Juni 1218 vor Toulouse gefallenen Kreuzzugsführers Simon de Montfort verwandt war und dessen Sohn Amauri beriet, auch als Förderer der zur gleichen Zeit entstehenden Predigerbruderschaft der späteren Dominikaner in Erscheinung getreten und arbeitete wie schon Dominikus selbst mit dem Bischof Fulko von Toulouse zusammen, der ebenfalls an solchen Gründungsprojekten beteiligt gewesen sein kann. Die von Konrad ins Auge gefasste Gründung einer Ordensmiliz für den Albigenserkrieg war im Wesentlichen erfolglos und wurde später nicht wieder aufgenommen, da der Einfluss des Papstes auf die südfranzösische Politik nach dem Eingreifen des französischen Königs Ludwig VIII. in den Albigenserkrieg ab Mitte der 1220er Jahre nur noch eine untergeordnete Rolle spielte.
Dennoch überlebte ein im Rahmen dieser Bestrebungen gebildeter Ritterorden zumindest formell und wurde mehrere Jahrhunderte lang von den Päpsten unterstützt. Die Organisation, die faktisch wohl nie als militärische Kampftruppe aktiv war, setzte sich aus gläubigen Laien zusammen, die dem von Bernhard von Clairvaux propagierten geistlichen Ideal des Mönchsritters nachstrebten und sich als „milites christiani“ verstanden.
Das Wirken des 1221 verstorbenen und 1234 heiliggesprochenen Dominikus war vom Kampf gegen die Häresie der Katharer in Südfrankreich geprägt, wo er sich hauptsächlich vor Ausbruch des Albigenserkriegs um 1208 als Wanderprediger betätigte, religiöse Frauengemeinschaften betreute und eine Gemeinschaft gleichgesinnter Kleriker um sich scharte. Dominikus verfolgte seine Vorhaben in enger Abstimmung mit dem Bischof von Toulouse und war später auch mit dem Führer des Kreuzzugs Simon de Montfort verbunden, hielt sich aber nur relativ selten im Kriegsgebiet auf und beteiligte sich wohl höchstens sporadisch an den Kriegshandlungen, die seine Bekehrungs- und Predigttätigkeiten stark behinderten und zeitweise praktisch zum Erliegen brachten. Stattdessen hielt er sich in den 1210er Jahren häufig in Rom auf, kümmerte sich um das Studium seiner frühen Gefährten an der Universität von Paris und versuchte, seine Gemeinschaft auch an anderen Orten zu etablieren. Er wurde erstmals im 14. Jahrhundert von Raimund von Capua mit der Gründung des Ritterordens der „Miliz Jesu Christi“ in Verbindung gebracht. Raimund amtierte von 1380 bis zu seinem Tod 1399 als Generalmeister des römischen Dominikanerordens und stand mit Katharina von Siena in Beziehung, die Mitglied der „Miliz Christi“ war und sich als Laiendominikanerin zugleich dem heiligen Dominikus verbunden fühlte.
Im Jahr 1870 kam es im Zusammenhang mit dem Untergang des Kirchenstaats, zu dessen Militär der Orden bis dahin gerechnet wurde, während des Ersten Vatikanischen Konzils (1869–1870) in Rom zu einer vollständigen Umstrukturierung und Neugründung des Ordens. Zu den Mitgliedern gehörte damals nur noch ein kleiner Kreis päpstlicher Beamter. Papst Pius IX. (1846–1878) und der Ordensmeister der Dominikaner Vincent Jandel (1850–1872) versuchten, den Geist der alten Institution wiederzubeleben.
Etwa 100 Jahre später, in den Jahren zwischen 1957 und 1973, fand ein weiterer Wandlungsprozess statt, in dessen Verlauf die Organisationsform als Ritterorden aufgegeben und das Institut in eine Geistliche Gemeinschaft umgewandelt wurde, in der das Laienapostolat die Priorität erhielt. Dieser Wandel, der letztlich auch aus den Beratungsbeschlüssen des Zweiten Vatikanischen Konzils erwachsen war, fand am 21. November 1981 seinen Abschluss, als die „Miliz Jesu Christi“ durch den Päpstlichen Rat für die Laien das Anerkennungsdekret als private Laienvereinigung erhielt.

## Selbstverständnis
Die Mitglieder setzen sich für den Geist der christlichen Werte ein. Sie leben, in ihrem Lebensstand, nach den Evangelischen Räten und treten für den Geist der Ritterlichkeit ein. Die praktizierte marianische Frömmigkeit unterstützt sie in ihrem Glauben und der Ökumene. Zu diesem Zweck bildet die MJC drei Aktionsfelder, die als Departements benannt werden, ihnen steht jeweils ein Direktor vor. Die drei Aktionsfelder sind das „Departement der Wahrheit“, das „Departement des Rosenkranzes“ und das „Departement der Gastfreundschaft“.

## Gliederung und Verbreitung
Zum Aufgabenspektrum der drei Hauptabteilungen gehört erstens die Bildung der Mitglieder, die sich an der Philosophie und Theologie des hl. Thomas von Aquin (1225–1274) ausrichtet; zweitens die Pflege der marianischen Frömmigkeit durch das Rosenkranzgebet, Einkehrtage und Meditation. Die dritte Abteilung schließlich kümmert sich um die Organisation und Durchführung von Tagungen und den Betrieb der angegliederten Werke. Die MJC unterhält und betreibt die Initiativen Parrains pour le Liban (Paten für den Libanon) zur Hilfe für junge libanesische Studenten und Marie porte du Ciel (Maria, Himmelspforte) zur Evangelisierung in Brasilien und zur Versorgung mit Palliativmedizin.
Auf lokaler Ebene treffen sich die Mitglieder in Häusern, die Häuser eines Landes bilden Provinzen, das höchste Organ ist die Generalversammlung, von der wird die Gesamtleitung gewählt wird. Das Leitungsgremium besteht aus dem Generalmeister, dem Generalassistent und einem Magisterrat mit dem Generalsekretär, den Provinzdelegierten und den Departementsdirektoren. Kirchlicher Ordinarius ist stets der Erzbischof von Sens (seit 2004 Yves Patenôtre).
Die Mitglieder teilen sich in „Ordentliche Mitglieder“, die im Geist der Gemeinschaft leben, jedoch ohne Bindung; die „Engagierten Mitglieder“ binden sich auf Zeit; die dritte Gruppe bilden die „Gottgeweihten Mitglieder“, die das zeitliche oder ewige Gelübde abgelegt haben, nach den Evangelischen Räten zu leben. Die MJC zählt 506 Mitglieder, die sich weltweit auf neun Länder in Afrika, Europa, den Mittleren Osten, Nordamerika und Südamerika verteilen. Das Hauptquartier ist in Versailles.